# Magatzems Serra i Balet
Els Magatzems Serra i Balet són un edifici situat al carrer d'Origosa de Barcelona, catalogat com a bé amb elements d'interès (categoria C).

## Història
El 1902, Ignasi Coll i Portabella, gerent de la Compañía de Cerillas y Fósforos, va demanar permís per a construir tres edificis d'habitatges amb uns magatzems annexos entre els carrers de Trafalgar i d'Ortigosa, segons el projecte de l'arquitecte Eduard Mercader i Sacanella.
El 1904, va demanar novament permís per a construir unes naus al carrer d'Ortigosa, segons el projecte de l'arquitecte Josep Graner. El 1927, van ser adquirides per la societat Manufactures Serra i Balet.

## Descripció
Els magatzems estan format per quatre naus diposades en paral·lel, tot i que en el projecte original havien de ser cinc. Destaca la façana per la qualitat de la decoració, que incorpora un repertori d'elements típics de l'arquitectura modernista: el predomini de la línia corba i l'ús de temes d'inspiració vegetal.
A l'altra banda del carrer d'Ortigosa, fent cantonada amb el de Trafalgar (on tenen la façana principal), hi ha un conjunt de tres edificis d'habitatges de planta baixa i quatre pisos amb un cos annex destinat a magatzem. Hi destaca l'ornamentació dels tres portals, presidits per una gran carassa i una atapeïda decoració de fulles i flors. També és interessant la solució de la cantonada, amb un cos poligonal sobresortint, així com les galeries de la façana posterior.